# Kokkosaari
Kokkosaari je najveći otok u jezeru na otoku u jezeru na svijetu. Nalazi se u jezero Kuonanjärvi na otoku Sääminginsalo, za koji se tvrdi da je najveći otok u Finskoj. Kokkosaari je dugačak gotovo 2000 m, a širok 400–900 m.